# دانشگاه ججیانگ
دانشگاه ججیانگ (یا دانشگاه چکیانگ; چینی ساده: 浙江大学; چینی سنتی: 浙江大學; پین‌یین: Zhèjiāng Dàxué; Wade–Giles: Che-chiang-ta-hsüeh) دانشگاهی ملی در جمهوری خلق چین است که به کمبریج شرق معروف است. این دانشگاه که در سال ۱۸۹۷ تأسیس شده، یکی از قدیمی‌ترین و معروف‌ترین نهادهای آموزش عالی چین است. یکی از اعضای اتحادیه ۹ دانشگاه جامع چین （九校联盟） و اتحادیهٔ دانشگاه‌های دلتای یانگ تسه است.
پردیس دانشگاه در شهر بسیار زیبای هانگژو، در حدود ۱۵۰ کیلومتری جنوب غربی شانگهای قرار داد. این دانشگاه از نظر وسعت بزرگ‌ترین و از نظر رشته‌های دانشگاهی کامل‌ترین دانشگاه چین است و کتابخانه‌های دانشگاه ججیانگ حدوداً ۷ میلیون کتاب دارد.
این دانشگاه در رشته های مهندسی یکی از دانشگاه‌های پیشتاز در جهان است.

## رنکینگ
در رتبه‌بندی دانشگاهی کیواس در سال ۲۰۲۳ دانشگاه ججیانگ در رتبه ۴۲ دنیا و چهارم چین قرار گرفته است.  بر اساس رتبه بندی موسسه تایمز در سال ۲۰۲۳ این دانشگاه در رتبه ۶۷ دانشگاه های جهان قرار دارد. همچنین در نظام رتبه بندی شانگهای سال ۲۰۲۲ در جایگاه ۳۶ دانشگاههای جهان قرار دارد. 

## دانشکده ها
دانشکده های دانشگاه ججیانگ عبارتند از :
•         دانشکده هنر و علوم انسانی
•         دانشکده علوم اجتماعی
•         دانشکده علوم
•         دانشکده مهندسی
•         دانشکده اطلاعات
•         دانشکده کشاورزی ، زندگی و محیط زیست
•         دانشکده پزشکی